# Sarralbe
Sarralbe är en kommun i departementet Moselle i regionen Grand Est (tidigare regionen Lorraine) i nordöstra Frankrike. Kommunen ligger i kantonen Sarralbe som tillhör arrondissementet Sarreguemines. År 2022 hade Sarralbe 4 386 invånare.

## Befolkningsutveckling
Antalet invånare i kommunen Sarralbe
| Referens: INSEE |